# Anton Slepyszew
Anton Władimirowicz Slepyszew, ros. Антон Владимирович Слепышев (ur. 13 maja 1994 w Penzie) – rosyjski hokeista, reprezentant Rosji, olimpijczyk.
Jego ojciec Władimir (ur. 1960) także był hokeistą.

## Kariera
- Dizel 2 Penza (2009-2011)
- Mietałłurg Nowokuźnieck (2011-2012)
  -  Kuznieckie Miedwiedi Nowokuźnieck (2011-2012)
- Saławat Jułajew Ufa (2013-2015)
  -  Tołpar Ufa (2013-2015)
- Edmonton Oilers (2015-2018)
  -  Bakersfield Condors (2015-2018)
- CSKA Moskwa (2018-)

Wychowanek Dizelu Penza. W KHL Junior Draft w 2011 został wybrany przez Mietałłurg Nowokuźnieck z numerem 1. Od 2011 do 2012 był graczem tego klubu. 27 grudnia 2012 został zawodnikiem Saławatu Jułajew Ufa. W sezonie KHL (2012/2013) rozegrał w drużynie 11 meczów, a ponadto grał w zespole juniorskim klubu, Tołparze Ufa, występującym w Mołodiożnaja Chokkiejnaja Liga w sezonie MHL (2012/2013). 30 czerwca 2013 w drafcie NHL z 2013 został wybrany przez Edmonton Oilers z numerem 88. Podpisał kontrakt z tym klubem w maju 2015. Poza występami w NHL był także przekazywany do klubu podległego Bakersfield Condors, w lidze AHL. Po trzech sezonach gry w NHL, od lipca 2018 został zawodnikiem CSKA Moskwa. W kwietniu 2020 przedłużył kontrakt o dwa lata.
W barwach juniorskich reprezentacji wystąpił na turniejach mistrzostw świata juniorów do lat 18 2012, 2012 (jako kapitan kadry), mistrzostw świata juniorów do lat 20 w 2013, 2014. W składzie reprezentacji Rosyjskiego Komitetu Olimpijskiego (ang. ROC) brał udział w turnieju MŚ edycji 2021. W barwach reprezentacji Rosyjskiego Komitetu Olimpijskiego uczestniczył w turnieju zimowych igrzysk olimpijskich 2022.

## Sukcesy
Reprezentacyjne
- Brązowy medal mistrzostw świata juniorów do lat 18: 2011
- Brązowy medal mistrzostw świata juniorów do lat 20: 2013, 2014
- Srebrny medal zimowych igrzysk olimpijskich: 2022

Klubowe
- Srebrny medal mistrzostw Rosji: 2014 z Saławatem Jułajew Ufa
- Puchar Kontynentu: 2019, 2020 z CSKA Moskwa
- Złoty medal mistrzostw Rosji: 2019, 2020, 2022, 2023 z CSKA Moskwa
- Puchar Gagarina: 2019, 2022, 2023 z CSKA Moskwa

Indywidualne
- Mistrzostwa świata do lat 18 w hokeju na lodzie mężczyzn 2011/Elita:
  - Jeden z trzech najlepszych zawodników reprezentacji
- Mistrzostwa świata do lat 18 w hokeju na lodzie mężczyzn 2012/Elita:
  - Jeden z trzech najlepszych zawodników reprezentacji[8]
- Mistrzostwa Świata Juniorów w Hokeju na Lodzie 2014/Elita:
  - Jeden z trzech najlepszych zawodników reprezentacji na turnieju[9]
- Puchar Spenglera 2014:
  - Skład gwiazd turnieju
- KHL (2019/2020):
  - Najlepszy napastnik miesiąca - styczeń 2020[10]
- KHL (2022/2023):
  - Piąte miejsce w klasyfikacji kanadyjskiej w fazie play-off: 16 punktów
  - Pierwsze miejsce w klasyfikacji strzelców zwycięskich goli meczowych w fazie play-off: 4 goli